# Wenzel Robert von Kaunitz

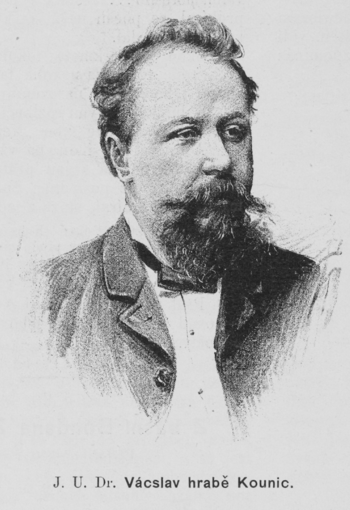
Wenzel Robert von Kaunitz

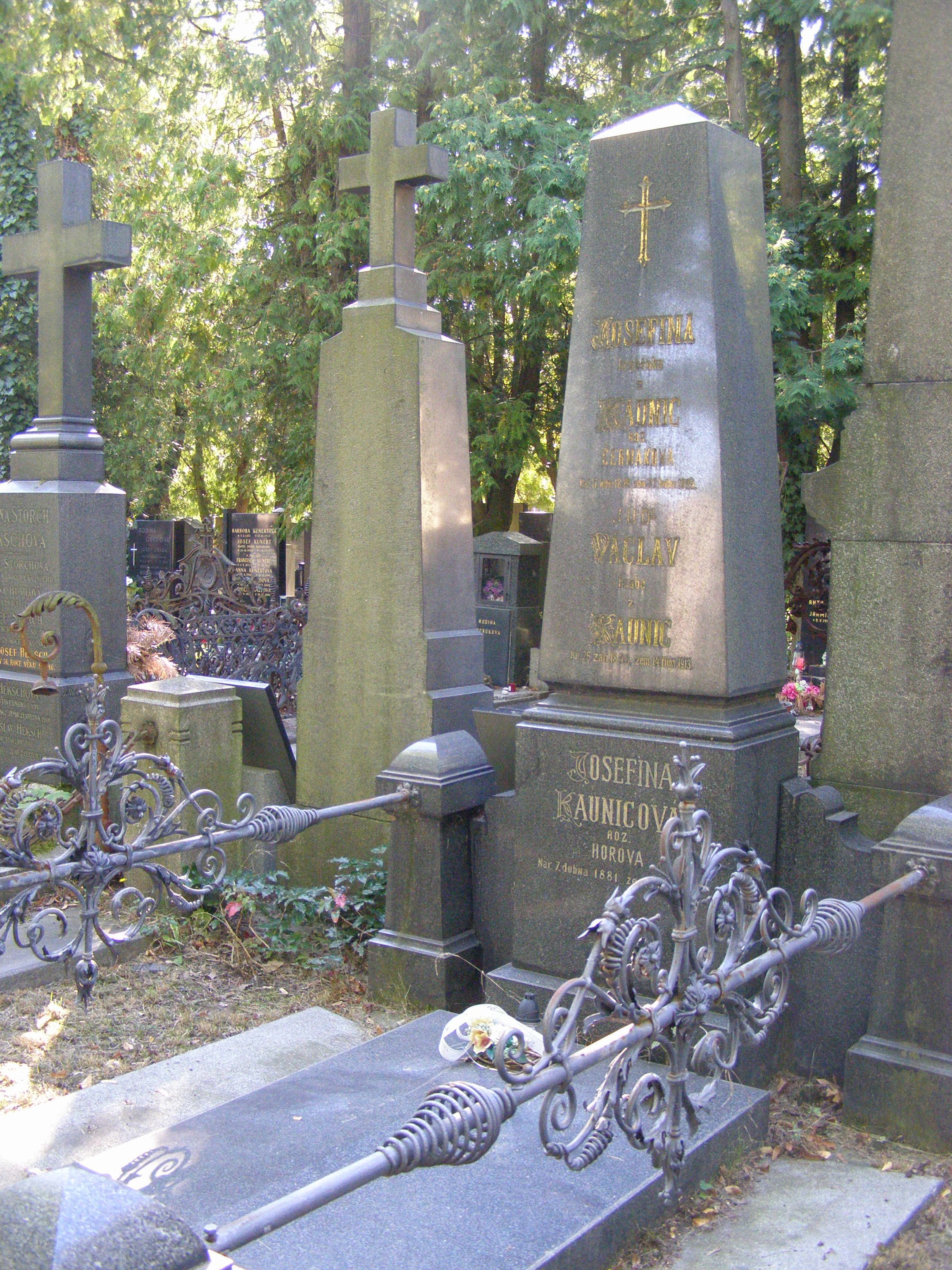
Das Grab von Wenzel Robert von Kaunitz und seiner ersten Frau Josefina (geb. Kounicová) auf dem Friedhof Malvazinky in Prag

Wenzel Robert Graf von Kaunitz (tschechisch Václav Robert hrabě z Kounic; * 26. September 1848 in Dresden; † 14. Oktober 1913 in Ungarisch Brod) war ein böhmischer Politiker. Als Mäzen förderte er die tschechische Technische Universität Brünn in deren Anfangsjahren.

## Herkunft und Leben
Wenzel Robert entstammte dem Adelsgeschlecht Kaunitz. Seine Eltern waren Michael Karl von Kaunitz (z Kounic) (* 1803; † 10. April 1852) und Eleonora, geborene von Woracziczky von Pabienitz (* 1809; † 10. Januar 1893), aus einem alten böhmischen Herrengeschlecht und Enkel des Vincent 4. Fürst (sukz. 1812) von Kaunitz-Rietberg-Questenburg (* 1764; † 27. Juli 1839), auf Neuschloss; verehelicht in Prag (Pfarrei Maria del Viktoria) am 15. Februar 1801 mit Pauline de Longueval Gräfin von Bucquoy, nach 1850 verstorben. Wenzel Robert studierte als Absolvent eines Gymnasiums in Prag und Wien Jura und promovierte 1873 zum Dr. jur. Daneben nahm er als außerordentlicher Hörer an Vorlesungen einer Wirtschaftsschule in Tábor teil. Seit 1883 war er Abgeordneter des Landesparlaments, 1885 und 1891 zog er als Abgeordneter der Jungtschechen in den Reichsrat ein. Im Jahr 1897 erbte er nach dem Tod seines Bruders Albrecht Reichsgraf von Kaunitz (1829–1897) dessen Großgrundbesitz in Mähren.

## Lebenswerk
Bereits in jungen Jahren wurde Wenzel Robert Graf von Kaunitz in den Jahren 1855–1866 von seinem Erzieher, dem Schriftsteller und Literaturkritiker Ferdinand Schulz (* 1835 in Ronow; † 1905 in Prag), und seiner Mutter, einer tschechischen Patriotin, im Zuge der tschechischen Wiedergeburt und der Sprachenverordnung des Ministerpräsidenten Kasimir Felix Badeni zur Heimatverbundenheit mit dem tschechischen Volk erzogen. Als Abgeordneter setzte er sich für den Achtstundentag der Arbeiter ein, einen gleichberechtigten Zugang der Frauen zur Arbeit und die Förderung der Vorlesungen durch die Tschechische Sprache an der Karls-Universität Prag.
Am 12. Mai 1908 schenkte er seinen, drei Jahre zuvor gekauften Stadtpalast (heute: Kounicův palác, erbaut 1871–1873 von Karl Exner) in Brünn der damaligen tschechischen Technischen Hochschule in Brünn, heute Rektorat und Mensa der Masaryk-Universität. Da sich das Haus an zentraler Lage der Stadt als Studentenheim völlig ungeeignet zeigte, errichtete das Ehepaar Kaunitz zusätzlich eine Stiftung für den Bau eines Studentenheims. Kaunitzheim Kaunitz-Wohnheim – tschechisch: Kounicovy studentské koleje wurde erstellt 1923, dabei auch das Mädchenheim des Kaunitz-Kollegs – tschechisch: Dívčí dům Kounicových studentských kolejí 1931. Wegen seiner sozialistischen und tschechoslowakistischen Einstellung wurde er auch als „Der rote Graf“ bezeichnet.

## Familie und Angehörige
Seine erste Frau Josefíne Gräfin von Kaunitz (Josefina Kounicová) (1849–1895), die er am 26. November 1877 ehelichte, war die Schwägerin des Komponisten Antonín Dvořák. Josefine, geborene Čermáková, war eine angesehene Schauspielerin. Seine zweite Frau Josefina, geborene Horová, heiratete er am 12. Mai 1908. Über Nachkommen aus diesen beiden Ehen ist nichts Näheres bekannt.
Wenzel Robert Graf von Kaunitz (Kounic) hatte sieben Brüder: Albrecht Reichsgraf von Kaunitz (* 1829 in Prag; † 1897 ebd.), Großgrundbesitzer der Grundherrschaften Hauska und Neu-Schloß-Leipa, Březina u Jičína mit Wobrubetz (Otruby) im Bezirk Jičin sowie Austerlitz und Ungarisch Brod, seit 1861 Mitglied des Herrenhauses, nach seinem Tod fielen die mährischen Herrschaften an seinen Bruder Wenzel Robert, außerdem die Brüder Vinzenz, Rudolf, Heinrich, Ferdinand, Georg, Emanuel und Eugen Graf von Kaunitz (* 1841 in Prag; † 1919 in Wien), Großgrundbesitzer der Grundherrschaften Austerlitz und Ungarisch Brod, letzter männlicher Namensträger der Grafen Kaunitz.
Die Familien fielen nach 1918, dem Ende der Monarchie Österreich-Ungarn und Gründung der Tschechoslowakei unter das Adelsaufhebungsgesetz und die Enteignung von Grundbesitz in einer sogenannten Bodenreform.

## Kaunitzgasse, Kounicova ulice in Brno
Die beim Kounicův palác (Kaunitzpalast in Brünn) beginnende, heute nach Wenzel Robert von Kaunitz benannte, repräsentative Straße hatte in den vergangenen 170 Jahren wechselnde deutsche und tschechische Namen. Die Namenswechsel spiegeln den Lauf der Geschichte in Österreich-Ungarn und in der Hauptstadt von Mähren, später in der 1918 entstandenen Tschechoslowakei und die nachfolgenden politischen Veränderungen wider:
- 23. September 1839 wurde sie als Leichenhofgasse (Friedhofsgasse, Hřbitovní ulice) benannt. Der erste „Leichenhof“ außerhalb der Stadtbefestigung, gleich nach der Stadtmauer, wurde später aufgehoben und etwa 500 m weiter nördlich verlegt, das war damals flächenmäßig der größte Friedhof im Land. Nach der Gründung des Brünner Zentralfriedhof wieder aufgehoben und zum Teil in einen Park umgewandelt.
- 24. Mai 1867 – Friedhofsgasse – Hřbitovní ulice
- 12. Mai 1885 – Giskra-Straße und Friedhofgasse (Giskrova ulice und Hřbitovní ulice) – nach Carl Giskra (1820–1879), Bürgermeister von Brünn von Juli 1866 bis Dezember 1867.
- 1. April 1890 – Giskra-Straße  – Giskrova ulice
- 30. Dezember 1918 – Kounicova – Kounicgasse, nach der Gründung der Tschechoslowakei.
- 17. März 1939 – Kounicgasse – Kounicova
- 10. Februar 1940 – Giskra-Straße (Giskrova), während des Protektorat Böhmen und Mähren (März 1939 bis Mai 1945)
- 10. Mai 1945 – Giskrova
- 25. September 1946 – Leninova třída, nach dem Revolutionär Wladimir Iljitsch Lenin. Aus der einstigen Leichenhofgasse war zwischenzeitlich eine repräsentative Hauptstraße (tschechisch: třída) geworden, die bis Tábor reicht.
- 27. September 1990 – Kounicova, nach der Samtenen Revolution 1989.